# 卵子冷凍貯藏
人類的卵子冷凍貯藏（凍卵）是一種用深低溫保存來保存女性卵子的作法。此方式可以讓女性在一段時間之後（一般是不容易自然受孕的年齡），有機會再選擇是否要懷孕，考慮卵子冷凍貯藏可能是因為醫學原因（例如在進行癌症的化學治療或是放射線治療），也可能是因為其他非醫學的原因（例如女性單身沒有伴侶），後者又稱為選擇性卵子冷凍貯藏（elective oocyte cryopreservation）。因為女性子宮的老化會比卵巢要慢，因此在卵巢老化後，仍可能讓受精卵置於子宮中發育成長。
要進行卵子冷凍貯藏前，婦女需要施打激素讓卵巢使多個卵子成熟。成熟後，會利用性腺激素釋放素促進劑來引發最後成熟。最後用經由陰道取卵的方式將卵子取出，之後會注入冷凍保護劑（以避免冰晶形成）後進行深低溫保存，或是用玻璃化的方式進行快速冷凍。卵子冷凍後，若要受孕，一般會用體外人工受精（IVF）或胞漿內精子注射（ICSI）的方式受精。
根據2013年針對二千多筆凍卵數據的的元分析資料子，若25歲進行凍卵，在三個週期內順利生產的比率為31.5%，若是40歲進行凍卵，其順利生產比例則降至14.8%。凍卵過程中，在取卵時可能會造成陰道或子宮的出血，誘發排卵的藥物可能會引發卵巢過度刺激症候群等病症。凍卵後是由體外人工受精的方式受精，胎兒也會受到體外人工受精影響，可能有多胞胎、早產、需手術分娩及出生體重過輕的問題。
卵子冷凍貯藏的歷史比精液冷凍貯藏（1953年開始）或胚胎冷凍貯藏（1984年開始）都要晚。1986年，首次使用冷凍卵子解凍成功懷孕。新加坡的Christopher Chen醫師，在1986年，使用已冷凍貯藏的卵子，讓受孕者成功懷孕，是卵子冷凍貯藏後懷孕的第一個案例。

## 外部連結
- How egg freezing works, Human Fertilisation and Embryology Authority
- National Cancer Institute（页面存档备份，存于） – Sexuality and Reproductive Issues
- Mature oocyte cryopreservation: a guideline （页面存档备份，存于） American Society for Reproductive Medicine (PDF)
- American Society for Reproductive Medicine （页面存档备份，存于）
- World Association of Reproductive Medicine